# Abierto de Australia 1989
Lista de los campeones del Abierto de Australia de 1989:

## Individual masculino
Ivan Lendl (República Checa) d. Miloslav Mečíř (República Checa), 6-2, 6-2, 6-2

## Individual femenino
Steffi Graf (ALE) d. Helena Suková (República Checa), 6-4, 6-4

## Dobles masculino
Rick Leach/Jim Pugh] (USA)

## Dobles femenino
Martina Navratilova (USA)/Pam Shriver (USA)

## Dobles mixto
Jana Novotná (República Checa)/Jim Pugh (USA)
| Predecesor: 1988                           | Abierto de Australia 1989 | Sucesor: 1990                         |
| Predecesor: Abierto de Estados Unidos 1988 | Grand Slam 1989           | Sucesor: Torneo de Roland Garros 1989 |

- Datos: Q781930